# Gunnar Aniansson
Erik Axel Gunnar Aniansson, född 31 januari 1924 i Sundby församling, Södermanland, död 2 januari 1984 i Örgryte församling, Göteborg, var en svensk kemist. 
Aniansson avlade civilingenjörsexamen vid Kungliga tekniska högskolan (KTH) 1947 och verkade som forskningsassistent fysikalisk kemi och tillämpad kärnkemi vid KTH 1947−1962. Han blev teknologie doktor och docent vid KTH 1961 och utsågs 1963 till professor i fysikalisk kemi vid Göteborgs universitet. Han var ledamot av Kungl. Vetenskaps- och Vitterhetssamhället i Göteborg.
Anianssons forskning behandlade bland annat ytkemiska fenomen, isotopmetoder och växelverkan mellan laddade partiklar och molekyler.
Aniansson var son till agronomen Albert Aniansson och Karin, född Johansson. Han gifte sig 8 november 1949 med Ann-Marie Schärman. Aniansson är gravsatt i minneslunden på Norra begravningsplatsen utanför Stockholm.

### Fotnoter
1. ↑  Sveriges Dödbok 1901–2009, DVD-ROM, Version 5.00, Sveriges Släktforskarförbund (2010).
2. ↑  Döda 1982–1992 i Vem är det 1993